# Tours de l'ancien château-ferme de la Torre
Les tours de l'ancien château-ferme de la Torre, qui flanquaient autrefois une bâtisse remontant principalement au XVIe siècle et détruite en 1947, sont situées à Mont-sur-Marchienne, section de la ville de Charleroi.

## Histoire

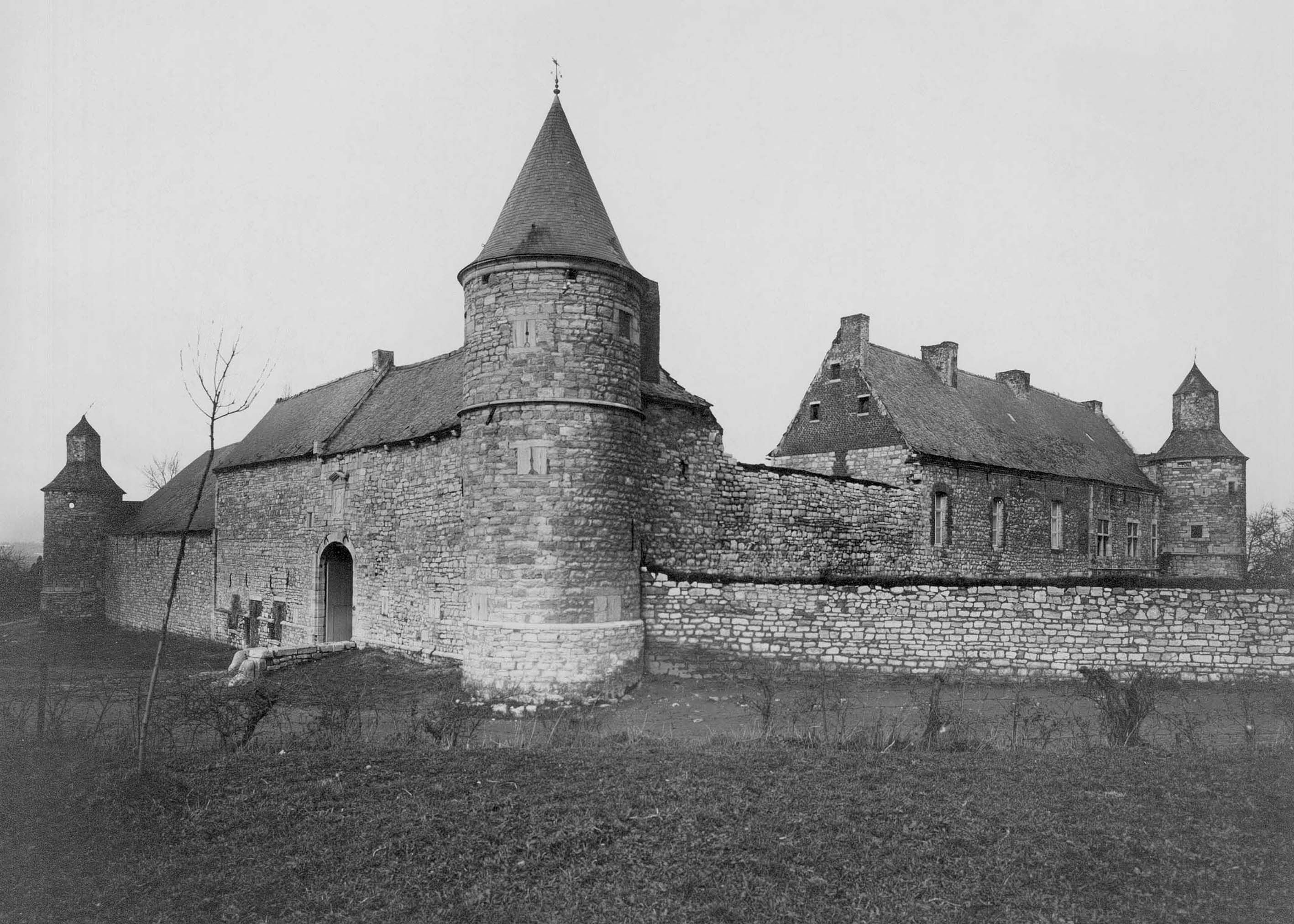
L'ancien château de la Torre. Vue d'ensemble du Sud et de l'Est en 1902. Les tours subsistantes sont celle de gauche et celle au centre. Cette dernière fut restaurée dans les années 1920.

À la fin du XVIe siècle, le château appartient à Jean Jacques, bailli de Marchienne-au-Pont. C'est très certainement lui qui fait construire l'essentiel du bâtiment.
Des pierres, provenant du château après sa démolition et réutilisées dans deux villas construites à son emplacement en sont un indice. Un linteau de réemploi porte en son centre un médaillon où est gravée la date de 1566. Un bloc de pierre comporte l'inscription « Ian Iacque Margarit Delcourt 1577 ». Marguerite Delcourt est l'épouse de Jean Jacques. Une autre pierre présente la date de 1573. L'emplacement initial de ces sculptures est inconnu. La tour d'angle nord-est comportait les dates 1571 et 1597, la grange 1572. Ces témoins ont disparu.
Comme autre indice, il y a des documents qui attestent qu'à la fin du XVe siècle et au début du XVIe siècle le domaine était morcelé et appartenait à plusieurs familles qui payèrent leurs obits avec les revenus de ces terres.
Cependant, Edmond Rahir, directeur du Service des fouilles au musée du Cinquantenaire de Bruxelles, qui prit quelques photos du château au début du XXe siècle estime que certains frontons de la construction avaient un aspect roman et provenaient peut-être d'une construction plus ancienne.
Jean Jacques est certainement celui qui réunit les parcelles en un ensemble et entreprit la construction d'un château-ferme fortifié.
Jean Jacques est cité comme mayeur et échevin dans un acte de 1598. Il meurt probablement peu après. Il avait avant cela fait don du château au prince-évêque de Liège, Ernest de Bavière, qui en fit à son tour cadeau à son conseiller, Charles de Billehé et à ses descendants, ceci entre 1598 et 1601.
À la mort de Charles de Billehé en 1606, selon les dispositions testamentaires, c'est son fils François qui hérite du château de Mont-sur-Marchienne. À sa mort lors de la bataille de Nördlingen en 1634, tous les biens de Mont-sur-Marchienne reviennent à son frère Ernest, chanoine de la cathédrale de Liège.
À cette époque, le château constituait en fait un château-ferme où le propriétaire résidait rarement. Un métayer était chargé de la mise en valeur du domaine.
Ernest de Billehé meurt le 6 juin 1646. Son légataire universel est Jean Gomez de Muxica y Butron y de la Torre, son neveu, fils de sa sœur cadette Anne, qui devient ainsi propriétaire du château de Marchienne-au-Pont.

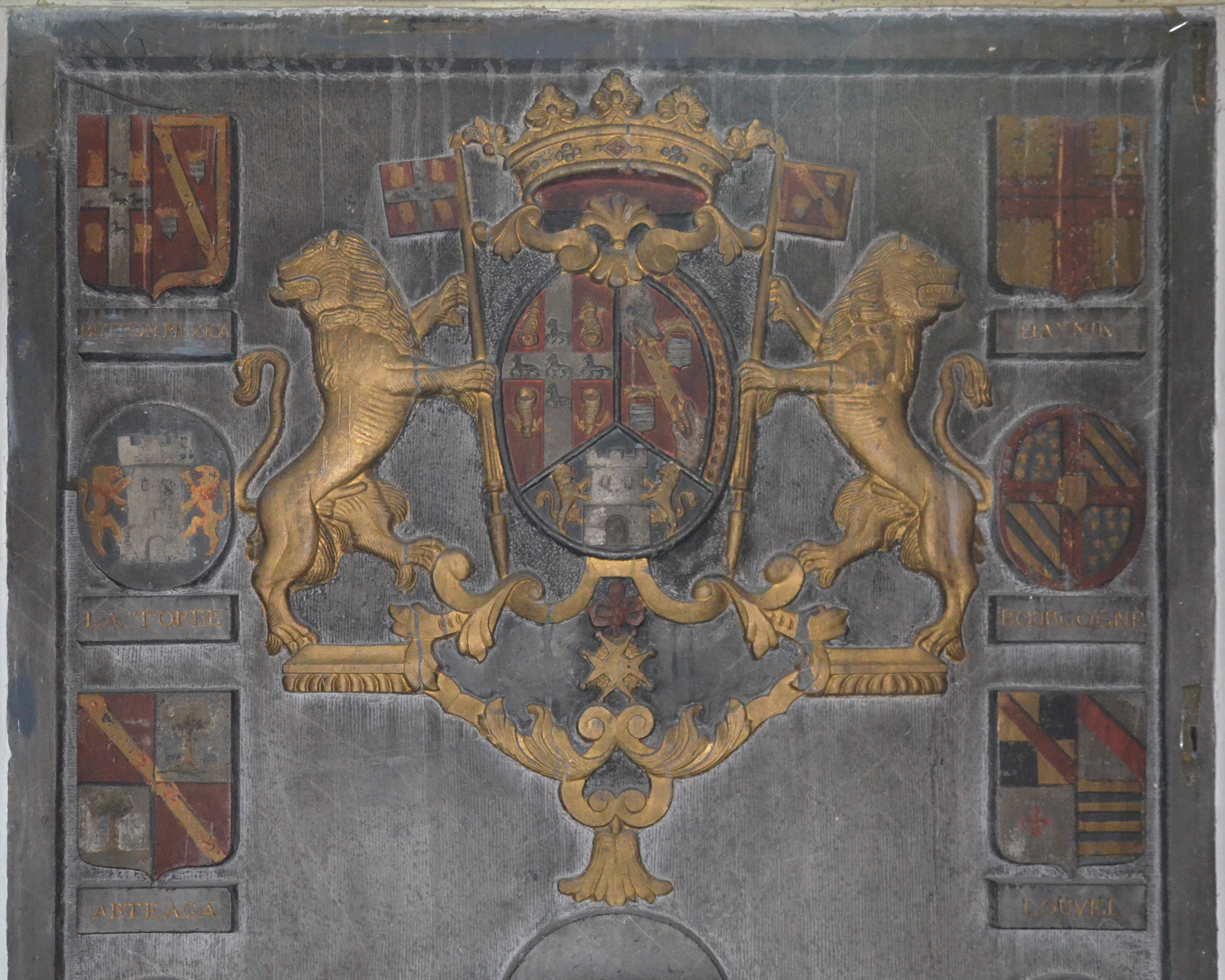
Détail de la dalle funéraire d'Ernest-Ferdinand et Charles-Octave de la Torre dans l'église de Mont-sur-Marchienne.

Jean de la Torre et son épouse Barbe-Thérèse de Haynin vivront à Mont-sur-Marchienne où tous leurs enfants, à une exception près, seront baptisés. Jean se mettra au service des Pays-Bas espagnols et deviendra gouverneur de Diest. Après sa mort entre 1676 et 1686, sa veuve continuera de vivre au château jusqu'à sa mort en 1710.
Trois des enfants, Marie-Anne, Ernest et Charles-Octave maintiendront leurs domicile dans le château qui restera en indivision pendant quelques années. Jacques-André-Joseph, fils d'Alexandre-Eugène et petit-fils de Jean et Barbe-Thèrese, hérite du château de Charles-Octave, seul membre de la fratrie demeuré en vie, en 1744.
Jacques-André-Joseph se marie en 1750 avec Marie-Jeanne-Albertine-Joseph de Sars. L'union fut brève et malheureuse. Jacques-André-Joseph meurt peu après la naissance de son fils Maximilien. Par testament, il avait institué son fils comme héritier universel et, irrité, privé sa femme de tout, y compris de la tutelle et de la garde de leur enfant. La veuve réagit et parvint à garder la tutelle de son fils et resta maîtresse du domaine, sans toutefois y habiter, jusqu'à sa mort en 1766.
Maximilien sert dans la seconde compagnie des mousquetaires à cheval. Il reçut son congé en 1773 après s'être marié avec Marie-Josèphe-Simone de Monaldy. Le couple vivra au château d'Obies jusqu'à la Révolution française. Il jugea plus prudent alors de venir à Mont-sur-Marchienne. Le château et les terres en France furent vendus comme biens nationaux. Il fut amnistié pour fait d'émigration en 1805 et retourna au château d'Obies que son gendre avait récupéré en 1811. Les terres et le château de Mont-sur-Marchienne étaient mis en location. En 1834, l'ensemble totalisait 124 hectares, 33 ares et 70 centiares
Maximilien meurt en 1832 et son épouse en 1835. C'est Jean-François-Victor qui devient propriétaire du château et d'une partie des terres à la mort de sa grand-mère. Sa part comportait en 1845 un peu plus que 21 hectares. À sa mort, son fils Ernest reçoit un tiers du domaine, dont le château. Celui-ci meurt célibataire en 1909 et lègue ses biens à Louise de Préseau, probablement sa nièce.

Le château et le domaine en 1910 (sur le plan cadastral primitif (1830-1834)).

Celle-ci vend cet héritage à Émmeline, sœur d'Ernest et veuve d'Anatole Cauvet de Blanchonval, et à ses deux fils, Anatole et Georges. Le terrain fait alors encore neuf hectares, 79 ares et 50 centiares.
Le 20 juin 1924, le château et le domaine attaché sont vendus à la société anonyme Usines et Aciéries Allard. Joseph Allard, administrateur directeur de la société fait restaurer l'immeuble délabré. Le mur nord reliant les étables au corps de logis est abattu. Les abords du château sont aménagés et un théâtre en plein air enclavé dans le mur ouest de la cour.
Dès 1925, la Commission royale des Monuments et des Sites avait enquêté sur un éventuel classement du château. Joseph Allard, contacté par Émile Devreux, délégué par la Commission, y était favorable. Ce sont probablement des raisons budgétaires qui ont fait que le projet n'a pas abouti.
En 1935, le château et le domaine restant sont vendus à la société immobilière J.A.C. dont Joseph Allard était administrateur. Joseph Allard meurt en 1936. En mars 1941, le château et d'autres biens sont vendus à Gaston Coene, industriel bruxellois. Ce dernier n'ignorait pas le projet de classement. Il était également informé d'un accord verbal de Joseph Allard de céder l'assiette d'un chemin à la commune de Mont-sur-Marchienne. Avant l'achat, le relevé des biens est réalisé par Robert Delbrassinne, directeur des travaux de la commune. Peu après l'achat, une rue est tracée dans la cour intérieure du château. Les granges, les étables et le théâtre de verdure sont abattus. En 1947, Robert Delbrassinne, devenu entrepreneur, est chargé de la démolition du corps de logis afin d'obtenir des terrains à bâtir. C'est lui qui fait construire à cet endroit les villas où sont placés quelques vestiges du château. Seulement deux tours sont maintenues. À l'emplacement du château s'étend un quartier résidentiel.
Les tours subsistantes sont protégées par classement le 13 juillet 1989.

## Descendance de Jean de la Torre
Les propriétaires du château sont en gras.
- Jean de la Torre († 1676/1686)
  - Jacques-Gabriel (1648-?)
  - Marie-Anne (1651-1740)
  - Ernest-Ferdinand (1653-1735)
  - Alexandre-Eugène (1657-1743)
    - Jacques-André-Joseph (1727-1752)
      - Maximilien-André-Joseph (1752-1823)
        - Jean-François
        - Hélène-Simone (1773-1843)
        - François-Gaspard-André-Joseph (1776-1822)
          - Eugène-Louis (1808-1878)
          - Maximilien-André († 1833)
          - Jean-François-Victor (1811-1894)
            - Louise (1850-1853)
            - Frédéric (1854-1855)
            - Jean-Berthe-Aline-Louise (1848-?)
            - Emmeline (1854-1933)
              - Anatole Cauvet de Blanchonval (1883-?)
              - Georges Cauvet de Blanchonval (1885-?)

            - Ernest († 1909)

        - Adélaïde-Pauline-Catherine-Josèphe

    - Alexandre-Joseph
    - Marie-Charlotte-Josèphe

  - Henri-Octave-Cosme (1658-?)
  - Jacques-Philibert (1660-?)
  - Isabelle-Alexandrine (1662-?)
  - Michel-Joseph (1665-?)
  - Charles-Octave (1673-1744)

## Description

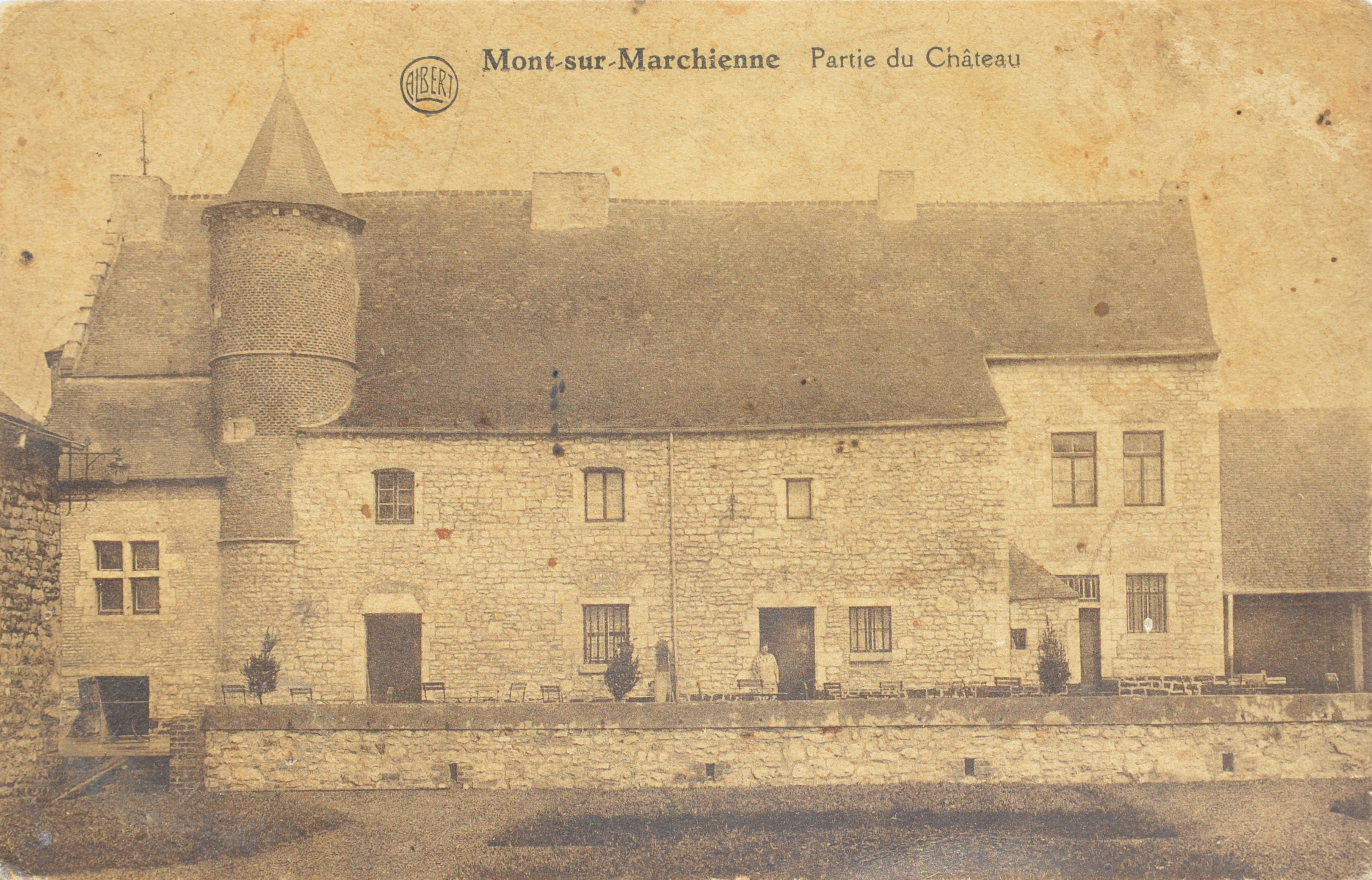
Corps de logis avant les transformations de 1926.

Avant les transformations des années 1920, le château-ferme présentait un plan légèrement rectangulaire. Les bâtiments étaient construits autour d'une cour intérieure et étaient flanqués de quatre tours d'angles.